# Irina Rozowa
Irina Anatoliewna Rozowa, ros. Ирина Анатольевна Розова, lit. Irina Rozova (ur. 23 stycznia 1958 w Kłajpedzie, zm. 19 lipca 2023) – litewska dziennikarka i polityk rosyjskiego pochodzenia, posłanka na Sejm Republiki Litewskiej w latach 2006–2008 i 2012–2020.

## Życiorys
Po ukończeniu szkoły średniej w Kłajpedzie podjęła studia na wydziale dziennikarstwa Moskiewskiego Uniwersytetu Państwowego. Magisterium uzyskała w 1981, po czym pracowała w telewizji w Omsku (1981–1984) i Królewcu (1984–1990), zajmując m.in. stanowiska dyrektorskie. Po powrocie na Litwę, w 1992 była zatrudniona jako nauczycielka języka angielskiego w rodzinnej Kłajpedzie, kontynuowała też działalność w mediach jako redaktor w lokalnych stacjach radiowych Laluna i Raduga (1996–2006).
W 2003 wybrano ją do rady miejskiej Kłajpedy z list Sojuszu Rosyjskiego, przez kilka miesięcy sprawowała funkcję jej przewodniczącej (2005–2006). W 2007 ponownie uzyskała mandat w samorządzie, którego objęła w grudniu 2008, zastępując Tamarę Łochankinę.
W 2006 dostała się do Sejmu z listy krajowej Związku Partii Chłopskiej i Nowej Demokracji. Posłanką została po rezygnacji Kazysa Bobelisa i odmowie przyjęcia mandatu przez kilku kolejnych kandydatów. W wyborach w 2008 bez powodzenia ubiegała się o reelekcję, kandydując z trzeciego miejsca listy krajowej Akcji Wyborczej Polaków na Litwie jako przedstawicielka Sojuszu Rosyjskiego. W 2009 została kandydatką akcji ubiegającą się o miejsce w Parlamencie Europejskim. Po objęciu mandatu przez Waldemara Tomaszewskiego została jego asystentką. W wyborach w 2011 ponownie uzyskała mandat radnej Kłajpedy z ramienia Sojuszu Rosyjskiego. Ubiegała się o mandat europosłanki także w kolejnych wyborach.
W wyborach w 2012 kandydowała z 2. miejsca listy krajowej AWPL. W głosowaniu uzyskała 7. wynik. Po rezygnacji Waldemara Tomaszewskiego i Zdzisława Palewicza Irina Rozowa uzyskała mandat poselski. W wyborach w 2016 z ramienia AWPL-ZChR została wybrana do Sejmu kolejnej kadencji. W litewskim parlamencie zasiadała do 2020, kiedy to nie została ponownie wybrana.